# SN 2007ko
SN 2007ko – supernowa typu Ia odkryta 13 września 2007 roku w galaktyce A210422-0053. W momencie odkrycia miała maksymalną jasność 21,80m.